# 刘伯刍
劉伯芻（758年—818年），字素芝，唐代洺州廣平（今河北省鸡泽县东南）人。

## 简介
兵部侍郎劉迺之子。工书法，善寫八分。擢进士第。元和年间诏拜右补阙，担任主客员外郎，坐事贬虔州参军。历任考功郎中、集贤院学士、给事中、虢州刺史，官至刑部侍郎。唐宪宗元和十年以左散骑常侍致仕。著有《大乘本生心地觀音經》、《劉伯芻集》、《元和格後敕》等書。刘伯刍子刘宽夫、刘端夫，刘宽夫子刘允章、刘焕章。

## 延伸阅读
[在维基数据编辑]
 《新唐書·卷160》，出自《新唐書》